# Claude-Victor Perrin
Claude-Victor Perrin (Lamarche (Vosges), 1764. december 7. – Párizs 1841. március 1.), Belluno első hercege, francia marsall, a napóleoni háborúk hadvezére. Az 1815-ös Bourbon-restauráció után a Francia Királyság pairje, 1821–23 között hadügyminiszter, 1828–1830 között a legfelső királyi haditanács tagja. A júliusi forradalom után visszavonult a szolgálattól.

## Élete és pályafutása
1764. december 7-én született Lamarche-ban, apja Charles Perrin  édesanyja Marie Anne Floriot. 1781. október 16-án lépett be a hadseregbe közkatonaként, 17 évesen a Grenoble-ban a 4. tüzér regimentbe, dobosként. Tíz éven keresztül szolgált, majd adósságát törlesztve leszerelt és Valence-ben telepedett le. Később beállt a helyi önkéntesekhez és az Alpok frontján tüntette ki magát a harcokban és zászlóalj parancsnokká léptették elő.
1791. május 16-án feleségül vette Jeanne Josephine Muguet-t, akitől négy gyermeke született. (Később kapcsolatuk elhidegült és elváltak). Toulon-nál tanúsított bátorságáért 1793-ban dandártábornoki rangot kapott. Ezek után a kelet-pireneusi hadseregben, majd az itáliai hadjáratban vett részt a harcokban 1796–1799 között. Mondovi, Rovereto és Mantova városokért folyó harcokban ismét kitett magáért, ezért hadosztály-tábornok lett.
Egy ideig Vendée-ben, a királypárti megyében irányította a köztársasági erőket, aztán ismét Itáliába került, a pápai alakulatban szolgált, és fontos szerepet játszott a marengói csatában. 1802-ben kis ideig Louisiana kormányzója, 1803-ban a batáviai hadsereg parancsnoka volt. 1805–1806 között nyolc hónapig Koppenhága teljhatalmú meghatalmazott irányítójaként ténykedett. Ugyanebben az évben másodszor is megnősült, Julie Vosch van Avesaat-ot (1781–1831)-ot vette el, akitől egy leánya született.
A negyedik koalíciós háború idején, amikor a franciáknak a poroszokkal kellett csatároznia, Lannes V. hadseregének vezérkari főnöke volt. A saalfeldi-, a jénai-, és a friedlandi csatában nyújtott teljesítményéért Napóleon marsallá léptette elő.
A tilsiti béke után Berlin kormányzója, 1808-ban Belluno hercege lett. Spanyolországba küldték, itt a spanyol függetlenségi háborúban  a spanyolok ellen küzdött Blake tábornok ellen Espinosa-nál, később Talavera, Barrosa és Cádiz városánál. 1812-ben részt vett az oroszországi hadjáratban. Nagyon fontos szerepet játszott a francia hadsereg visszavonulásának biztosításában és a berezinai átkelésben.
Aktívan részt vett az 1813–1814 évek csatáiban, az utóbbi év februárjától a balszerencse üldözte, amikor is Montereau-sur-Yonne-hoz túl későn érkezett. Ennek eredménye az lett, hogy a császárral összeveszett, és kiesett a császár kedveltjei közül, aki Gérard tábornok alá irányította.
Így, kegyvesztettként átpártolt a Borbonokhoz, 1814 decemberében XVIII. Lajos királytól megkapta a második hadsereg parancsnokságát. A száz nap alatt elkísérte a királyt Gentbe, a waterlooi csata utáni második restauráció idején a főrendi házba került képviselőnek. Ő lett annak bizottságnak az elnöke, ami azt vizsgálta, hogy kiket kell elbocsátani a hadseregből a Napóleon iránti szimpatizánsi ténykedéséért. Ő is megszavazta Ney marsall halálos ítéletét annak ellenére, hogy 26 éven keresztül társa volt a harcokban.
1821-ben lett hadügyminiszter és tisztségét két évig látta el. Előkészítette a spanyolországi francia intervenciós hadjáratot, de az expedíciós haderő parancsnokává való kinevezését Louis-Antoine királyi herceg, Angoulême hercege, Károly trónörökösnek (a későbbi X. Károly királynak) fia meghiúsította. 1824-ben Reimsben X. Károly koronázásakor Victor marsall vezette a katonai kíséretet. 1828-tól a király a Legfelső Haditanács tagjai közé helyezte.
1830-ban a királyi gárda főparancsnoka volt, a júliusi forradalom után nem esküdött fel az új uralkodóra, és visszatért a civil életbe. 1841. március elsején halt meg Párizsban.

## Fordítás
- Ez a szócikk részben vagy egészben  a   Claude Victor-Perrin című angol Wikipédia-szócikk fordításán alapul.  Az eredeti cikk szerkesztőit annak laptörténete sorolja fel. Ez a jelzés csupán a megfogalmazás eredetét és a szerzői jogokat jelzi, nem szolgál a cikkben szereplő információk forrásmegjelöléseként.